# شنل‌پوش سیاه‌نواری
شنل‌پوش سیاه‌نواری (نام علمی: Cebus libidinosus) نام یک گونه از زیرخانواده میمون‌های شنل‌پوش است.